# رمانس (فیلم ۱۹۸۶)
«رمانتیک» (انگلیسی: Romance (1986 film)) یک فیلم است که در سال ۱۹۸۶ منتشر شد. از بازیگران آن می‌توان به والتر کیاری و لوکا باربارسکی اشاره کرد.